# Cyperus haematodes
Cyperus haematodes är en halvgräsart som beskrevs av Stephan Ladislaus Endlicher. Cyperus haematodes ingår i släktet papyrusar, och familjen halvgräs. Inga underarter finns listade i Catalogue of Life.